# Музыкальная академия во Вроцлаве
Музыкальная академия имени Кароля Липинского во Вроцлаве (пол. Akademia Muzyczna im. Karola Lipińskiego we Wrocławiu) — высшее музыкальное учебное заведение в г. Вроцлаве (Польша). Основано в 1948 году, как Высшая государственная музыкальная школа во Вроцлаве.
Музыкальная академия во Вроцлаве стала седьмым высшим музыкальным учебным заведением Польши.
В составе академии действуют отделения:
- I - Композиции, дирижирования, теории музыки и музыкотерапии
- II - Инструментальное
- III - Вокальное
- IV - Музыкального образования, хоровой и церковной музыки
- V - Джазовой музыки.[1]

Известные преподаватели и выпускники:
- Фейхт, Иероним — ректор в 1948—1951 гг.
- Фолтын, Мария — Почётный до́ктор академии